# Plateros volatus
Plateros volatus är en skalbaggsart som beskrevs av Green 1953. Plateros volatus ingår i släktet Plateros och familjen rödvingebaggar. Inga underarter finns listade i Catalogue of Life.